# Cofidis (Magyarország)

## Története
A Cofidis 1982-es megalapítása óta jelentős fejlődésen ment keresztül: nemzetközi terjeszkedésével és szolgáltatásainak széles körű bővítésével az elmúlt három évtizedben a távolsági (online, telefonon kezelt) és személyre szabott hitelek szakértőjévé vált.
A Cofidis nemzetközi bővülése a belgiumi központ nyitásával indult, amelyhez az 1990-es években latin Európa, majd 2000-et követően Közép-Európa is csatlakozott. A Groupe Cofidis ma már 8 európai országban van jelen: Franciaország, Belgium, Spanyolország, Olaszország, Portugália, Csehország, Magyarország és Szlovákia.
A Cofidis Magyarországi Fióktelepe 2005 decembere óta működik, azóta évről évre bővülő kínálattal igyekszik kiszolgálni a magyar hitelpiacot.